# 佐藤邦雄
佐藤 邦雄（さとう くにお、1901年4月28日 - 1996年9月20日）は、日本の弁護士、経営者。東北銀行監査役、取締役、岩手ヤクルト販売社長、ヤクルトスワローズ球団社長などを務めた。

## 経歴
宮城県出身。1927年に中央大学法学部を卒業。高等試験に合格して1928年に内務省に入省したが3年で辞め、1931年6月に弁護士として登録し、岩手県弁護士会に所属する。盛岡銀行の取り付け騒ぎに端を発する預金者からの訴訟では、頭取金田一国士の弁護人を務めた。日本弁護士連合会理事、盛岡弁護士会会長など弁護士会の役職を歴任したほか、同和対策協議会委員、中央公害対策審議会委員、全国人権擁護委員連合会会長（1979年から1989年まで）など各種の委員を務めた。
また戦後は労使間交渉の調停役として岩手県内の企業から役員として招かれ、東北銀行監査役・取締役、川口印刷工業重役、岩手日産自動車取締役、岩手菱和自動車社長、岩手ヤクルト販売社長などを歴任。ヤクルトでは1973年から1985年までヤクルトスワローズの球団社長も務めている。1971年に勲三等旭日中綬章を受章。
1996年9月20日心不全のために盛岡市の病院で死去。95歳没。

## 人物
剣道三段、柔道四段の腕前を持ち、そのため戦時中は陸軍少尉として召集され、気仙沼で軍事教官を務めていた。

## 著書
- 『刑事弁護士』（光風社書店、1975年）